# Parlement van Toulouse
Het Parlement van Toulouse was een gerechtshof dat werd opgericht in 1443 door koning Charles VII in de Zuid-Franse stad Toulouse. Het moest in lijn werken met het Parlement van Parijs, dat eerder door koning Lodewijk de Heilige was opgericht om appelzaken in naam van de koning te behandelen. Het Parlement van Toulouse kwam er op aandringen van de Staten van de Languedoc, die hier al eerder om gevraagd hadden, zowel vanwege de grote afstand van de Languedoc tot het Parlement van Parijs, als ook op grond van de specifieke Occitaanse gebruiken. Het parlement behandelde zowel civiele, als strafrechtelijke en kerkelijke zaken.
Het Parlement van Toulouse was het eerste in zijn soort in de provincie. Zijn bevoegdheden strekten zich uit van de Rhône tot de Atlantische Oceaan, en van de Pyreneeën tot het Centraal Massief. De oprichting van het Parlement van Bordeaux in 1462 ontnam aan het Parlement van Toulouse echter de Guyenne, de Gascogne, de Landes, het land van Agen, de Béarn en ten slotte de Périgord. 
Op 4 juni 1444 werd het nieuwe parlement verplaatst naar een zaal in het kasteel van Narbonne, maar op 11 november keerde het parlement op plechtige wijze terug naar Toulouse. 
In 1590 creëerde Hendrik IV in Carcassonne opnieuw een rivaal voor het Parlement van Toulouse, ditmaal als direct gevolg van de godsdienstoorlog. Hij bevolkte dit parlement met parlementariërs die hem tijdens de godsdienstoorlog trouw waren gebleven.
Het beroemdste proces in de geschiedenis van het Parlement van Toulouse is de zaak Jean Calas geweest. Op 9 maart 1762 veroordeelde het parlement Jean Calas ter dood. 
Tijdens de Franse Revolutie werd het parlement opgeheven. 